# Mani Planzer
Emanuel "Mani" Planzer (Luzern, 11 augustus 1939 – aldaar, 12 december 1997) was een Zwitsers componist, muziekpedagoog, dirigent, organist, pianist, fagottist en pedagoog.

## Levensloop
Planzer was van 1955 tot 1959 organist in Weggis en Horw. Tegelijkertijd was hij fagottist in de Stadtmusik Luzern. Hij was eerst als journalist en later als leraar in het basisonderwijs in Luzern werkzaam. Van 1962 tot 1966 studeerde hij muziek aan de Musikakademie Zürich bij Robert Blum (contrapunt). In 1966 behaalde hij zijn diploma's voor contrapunt, koordirectie en muziekopleiding. Daarnaast studeerde hij in meester-cursussen in Bazel bij György Ligeti, Karlheinz Stockhausen en Pierre Boulez. Verder was hij van 1959 tot 1976 deelnemer aan de Internationalen Ferienkursen für Neue Musik te Darmstadt, vooral bij Robert Suter en Pavel Blatný (compositie).
Als autodidact bekwaamde hij zich in de jazz; hij speelde als pianist in een dixieland-band en vibrafonist in een jazz-ensemble mee. Hij was voorzitter van de Jeunesses Musicales in Luzern. Vanaf 1962 maakte hij in de Matthäuskerk te Luzern zijn eerste jazz-missen.
Van 1968 tot 1982 was hij leider van verschillende jazz-grootformaties (Main- tot Thirdstream). Vanaf 1985 was hij artistiek leider en dirigent van het MorschAchBlasorCHesters (voortdurend project met 12 improviserende muzikanten, waarin ook andere componisten zoals Leo Bachmann en Thomas Mejer alsook improvisatoren als Peter A. Schmid, Hans Kennel en Hans Anliker meewerkten). Hij was eveneens dirigent van het koor Cultuur en volk in Zürich en CHOhr te Luzern. Hij was directeur van de basisscholen in Zugerberg en de Waldschule Horbach (Zwitserland).
Hij was docent aan het conservatorium Winterthur voor improviserend musiceren. Verder werkte hij vanaf 1986 als docent bij de zomercursussen van het ORFF-Instituut in Salzburg mee.
Als componist heeft hij een omvangrijk oeuvre en won verschillende prijzen in binnen- en buitenland.

## Composities

### Werken voor orkest
- 1965 (Zonder titel), voor 15 strijkers (fragment)
- 1990 1. Orchester auf Zeit, improvisaties, concepties voor diverse bezettingen
  1. Aufbruch
  2. Sonordanza
  3. Minimax
  4. Medithatis
  5. nach ein ander
  6. Gravixation
- 1992 3. Orchester auf Zeit - Die Anrufung des Wassers, voor 4 vocale stemmen en 11 muzikanten (2 dwarsfluiten, 2 klarinetten, trombone, tuba, cello, gitaar, 2 slagwerkers, klankstenen) - tekst: Maryse Kleinert-Bodé
- 1992 4. Orchester auf Zeit - AufHerbstehung, voor 4 vocale stemmen, orgel, klarinet, trombone, gitaar, 2 cello's - tekst: Maryse Kleinert-Bodé
- 1993 5. Orchester auf Zeit - Arcaico, voor 4 vocale stemmen, 2 organisten, elektrische gitaar en vijf strijkers
- 1994 6. Orchester auf Zeit - Il canto delle Balene, voor gemengd koor, orkest, Jazz-ensemble, orgel, piano en 2 alpenhoorns
- 1995 7. Orchester auf Zeit - KLOON, voor 2 saxofoons en 2 piano's (2e piano ook slagwerk)
  1. Klonk
  2. Sternensturz
  3. Unterdrückung des Kajet
  4. Veraphonal
  5. Vierophonit
- 1996 8. Orchester auf Zeit - Musik in Gärten, voor 22 muzikanten (vocale stem, dwarsfluit, hobo, 4 klarinetten, sopranino hoorn, trompet, 2 trombones, piano, accordeon, 3 violen, cello, 4 slagwerkers)
- 1997 9. Orchester auf Zeit - Orgelspiel zwischen zwei Stundenschlägen, voor 2 vocale stemmen en 16 muzikanten (2 dwarsfluiten, hobo, klarinet, altsaxofoon, gitaar, vibrafoon, orgel (4 spelers), 3 violen, cello en contrabas)
  1. Ins Glockengeläut
  2. unausweichlich
  3. erstes zwischen Spiel
  4. unbestechlich
  5. zweites zwischen Spiel
  6. unbändig
  7. über Gang
  8. unbeirrt
  9. unauffällig
  10. Wenn der Fuss spräche: ich bin keine Hand (Gerd Zacher)
  11. unbestritten
  12. aus Folio (Earl Brown)
  13. unentbehrlich
  14. in den Stundenschlag

### Werken voor harmonieorkest
- 1985 Marsch, voor harmonieorkest
- 1986 Hochzart / Stamucronsik, voor harmonieorkest
- 1987 Suite Catalane, voor harmonieorkest
  1. Silueta Catalana
  2. Thymimaniana
  3. Fenegretto
- 1987-1988 Die grossen Väter, Music-Spectakel voor harmonieorkest, gemengd koor, rockgroep en slagwerk-ensemble - tekst: Urs Flury
- 1989 SHULI-AIMIN, voor harmonieorkest (gecomponeerd ter herinnering aan het bloedbad van 4 juni 1989 op het Tiananmen-plein te Peking)
- 1989-1991 FeuAir WaTerre - Ardiente, voor harmonieorkest
- 1990 Phoenix, voor harmonieorkest
- 1992 imPuls, voor harmonieorkest
- 1995 Provocaliente II, voor harmonieorkest
- 1997 Metamorph, voor gemengd koor en harmonieorkest

### Missen, oratoria, cantates en gewijde muziek
- 1963 Verkündigungsspiel, voor kinderkoor, orgel, contrabas en slagwerk - tekst: Mark Meier
- 1963 Ein feste Burg ist unser Gott, voor vrouwenstem, trompet en orgel - tekst: Bijbel en Maarten Luther
- 1964 Singen will ich, Schöpfer! Singen, voor gemengd koor - tekst: Christian Schubarth
- 1964 Gott ist der Herr, cantate voor gemengd koor en jazz-ensemble (dwarsfluit, trompet, trombone, gitaar, contrabas en drumset) - tekst: van de componist
- 1966 Wir warten / Du bist meine Burg, voor gemengd koor of unisono koor en 3 trompetten (ad lib.) - tekst: van de componist
- 1966 Psalm 146, 1-2, voor gemengd koor - tekst: Bijbel
- 1966 Wachet auf!, voor gemengd koor - tekst: Buschi Luginbühl
- 1966 Wende dich zu mir (Psalm 25, 16-17), voor eenstemmig jeugdkoor en jazz-ensemble (of piano)
- 1967-1968 Jugendmesse 1967, voor jeugdkoor en Jazz-ensemble (dwarsfluit, gitaar, vibrafoon en contrabas) - tekst: Buschi Luginbühl, Vikar Meier
- 1972 Weihnachten z.B., oratorium voor spreker, gemengd koor en Big-Band (2 altsaxofoons, 2 tenorsaxofoons, baritonsaxofoon, 4 trompetten, 4 trombones, piano, contrabas, slagwerk) - tekst: Manfred Züfle
- 1981-1982 Herr der Lage, cantate voor gemengd koor en Jazz-ensemble (3 saxofoons, piano, contrabas en drumset) - tekst: Manfred Züfle
- 1985 Josefslied zu einem Marienkonzert, voor gemengd koor - tekst: Max Huwyler
- 1985 Diverse Choräle aus dem Kirchengesangsbuch, voor gemengd koor
  1. Es flog ein Täublein weisse, KGB 30
  2. Komm, Schöpfer Geist, KGB 285
  3. Sanctus: Dir jubeln Engelchöre, KGB 762
  4. Lobe den Herren, KGB 764
  5. O Königin voll Herrlichkeit, KGB 848

### Muziektheater

#### Opera's
| Voltooid in | titel                   | aktes | première | libretto |
| ----------- | ----------------------- | ----- | -------- | -------- |
| 1980        | Mordsspass, kinderopera |       |          |          |

#### Toneelmuziek
- 1972 Die Ballade vom Eulenspiegel, vom Federle und der Pompanne, - tekst: Günther Weisenborn - openluchttheater van de "Luzerner Spielleute" in de Münzgasse Luzern
- 1973 Der Frieden, - tekst: Max Huwyler - openluchttheater van de "Luzerner Spielleute" in de Münzgasse Luzern
- 1974 Die Mordnacht von Luzern, - tekst: Manfred Züfle - openluchttheater van de "Luzerner Spielleute" op Mariahilf, Luzern
- 1976 Gschlabber, tekst: Heinz Stalder - openluchttheater van de "Luzerner Spielleute" op de plaats voor de Villa Tribschen (Richard Wagner-Museum) Luzern
- 1984 Vom Soldaten, der Schauspieler wurde, - tekst: Buschi Luginbühl - openluchttheater van de "Luzerner Spielleute" in de Jezuïetenkerk te Luzern
- 1990 Mobilitäten, ruimtemuziek voor 11 muzikanten (5 rieten [klarinetten/saxofoons], 4 koperblazers, cello, contrabas) - tekst: Manfred Züfle
- 1991 Lamento, ruimtemuziek voor trompet, trombone en orgel - muziek voor een project van Claudio Brentini in de Franziskanenkerk te Luzern
- 1992 Defilee, ein Heimatabend
- 1993 Musik für die letzten Tage (Garage Schlotterbeck Basel), ruimtemuziek voor 10 muzikanten (8 houtblazers, cello, contrabas)
- 1994 Klangwanderung (Basler Münster), ruimtemuziek voor orgel en 9 muzikanten (4 rieten [klarinetten/saxofoons], 3 koperblazers, cello, contrabas)
- 1994 CONcettoCERTO InGLESIA (Bern), ruimtemuziek voor 10 muzikanten (5 rieten [klarinetten/saxofoons], 3 koperblazers, cello, contrabas)
- 1994 Grenzüberklänge (Bourbaki-Panorama Luzern), ruimtemuziek voor 2 actrices en 9 muzikanten (4 rieten [klarinetten/saxofoons], 3 koperblazers, cello, contrabas) - tekst: Manfred Züfle
- 1994 Chateau Sonore (Schöftland), voor 12 muzikanten (6 rieten [klarinetten/saxofoons], 3 koperblazers, cello, contrabas)
- 1995 Räume (Zug / Luzern), ruimtemuziek voor 10 muzikanten (3 saxofoons, basklarinet, 2 trompetten, trombone, tuba, cello en contrabas) - voor de Michaëlskerk te Zug en het regeringsgebouw te Luzern
  1. Vendaval
  2. Diese Zeit
  3. The Awakening of Atman
  4. Concerto grosso
  5. Tartarelischer Tanz (Thomas K.J. Mejer)
  6. Die andere Zeit

#### Radiospel
- 1979 Lasset uns nun ein schönes Lied singen, voor zes sprekers en vier trombones - tekst: Manfred Züfle
- 1983 Partner sein, sicher sein - tekst: Buschi Luginbühl

### Werken voor koor
- 1965 Was kommt, voor gemengd koor en piano - tekst: Martin Baeumle
- 1982-1983 Aufmunterung 5 Minuten nach 12, voor vijfstemmig gemengd koor en Jazz-ensemble (dwarsfluit [altsaxofoon], basklarinet [tenorsaxofoon], altsaxofoon [baritonsaxofoon], bassaxofoon [altsaxofoon], contrabas) - tekst: Jürgmeier
- 1983 Wir sind alle schuld, voor gemengd koor - tekst: Jürgmeier
- 1983 Dumme Schüler klauen schlecht, voor gemengd koor - tekst: Jürgmeier
- 1983 Das Wort ist frei, voor gemengd koor - tekst: Jürgmeier
- 1983 Als der liebe Gott, voor gemengd koor en spreker - tekst: Werner Bucher
- 1983-1985 Ich bin zufrieden hier, voor gemengd koor of 3 vrouwen- en 1 mannenstem - tekst: Manfred Züfle
- 1985 D'Silenerbüebe, voor gemengd koor
- 1985 Mañana por la mañana, voor gemengd koor
- 1985 Sprachlicher Rückstand, voor gemengd koor - tekst: Franz Hohler
- 1985-1992 Tue de Chrage nochli abe, voor kinderkoor - tekst: Max Huwyler
  1. Ostinato One
  2. Stadtverkehr
  3. Zum Tee im Kaffee
  4. Zungebrecher-Muus-Blues
  5. Mir isches langwiilig
  6. Kolins Belehrung vom Brunnen herab
  7. De Hildijodel
  8. D'Lorzetobelbrugg
  9. Tue de Chrage nochli abe
- 1985-1994 zugehört, voor gemengd koor en Jazz-ensemble (hobo [sopraansaxofoon], altsaxofoon [baritonsaxofoon], trombone, contrabas en slagwerk) - tekst: Max Huwyler
  1. Fröögleri
  2. Weli Wule Wänzi
  3. Im Metzgerlade
  4. Aus Scherzo I - III
  5. Wasser I, II, III
  6. De Wind hed gcheert
  7. Karriere im Diminutiv
  8. Der Rahmen
  9. So mängisch gspür ich z'innerscht inne'n es Zieh (Sometimes I feel like a motherless child)
  10. Oh, I love you so
  11. Le fossé de röschti
  12. De Hildijodel
  13. Danza, danza, Fanciulla
  14. Religioblock
- 1986 Das Entlebucher Tellenlied von 1653, voor gemengd koor - tekst: Hans Mühlestein
- 1986 Ich und mein altes Weib, voor gemengd koor
- 1986 Bergsturz zu Goldau, voor gemengd koor - tekst: Gassmann
- 1990 LUFtreinHaltèveroRDNung, voor gemengd koor

### Vocale muziek
- 1965 Zu warten auf ihn, voor sopraan, dwarsfluit en orgel - tekst: Dietrich Bonhoeffer
- 1975 Limmattal-Chanson, voor sopraan en Jazz-ensemble (altsaxofoon, elektrisch piano, contrabas, drumset) - tekst: Manfred Züfle
- 1986 Bonjour richesse, voor sopraan, 5 blokfluiten, Luit en Viola da gamba - (compositieopdracht van het kanton Luzern voor het festival "FISTULATORES LUCERNENSES")
- 1991 2. Orchester auf Zeit - ARcaiCO, voor stemmen, gitaren, piano en slagwerk

### Kamermuziek
- 1965 Doppel-Fuge, voor strijkkwartet
- 1966 Concerto for Duet Nr. 1, voor twee instrumenten
- 1966-1967 Quartetto da camera, voor dwarsfluit, viool, cello en piano
- 1969 Evolution 2, voor dwarsfluit en piano
- 1970 Pro due Boemi, voor klarinet, piano en geluidsband
- 1972 Dofri de Bluka, voor 7 muzikanten (altsaxofoon, trompet, 2 violen, cello, contrabas, slagwerk)
- 1975 Material - Intensität, voor 11 muzikanten (dwarsfluit, hobo, sopraansaxofoon, altsaxofoon, baritonsaxofoon, 2 trompetten, trombone, tuba, cello, contrabas) (Improvisatieconceptie)
- 1982 art hUEbris, voor 7-12 muzikanten
  1. Empeziada, voor 10 muzikanten (dwarsfluit, hobo, klarinet, saxofoon, hurdy-gurdy, viool, altviool, cello, contrabas, slagwerk)
  2. Zanfoniada, voor 12 muzikanten (dwarsfluit, Oboe d'amore, 2 klarinetten, saxofoon, hurdy-gurdy, piano, viool, altviool, cello, contrabas, slagwerk)
  3. Dazanaser, voor 12 muzikanten (dwarsfluit, hobo, klarinet, 2 saxofoons, hurdy-gurdy, piano, viool, altviool, cello, contrabas, slagwerk)
  4. Serida, voor 7 muzikanten (dwarsfluit, Oboe d'amore, klarinet, basklarinet, viool, altviool, cello)
  5. Martinenco, voor 12 muzikanten (dwarsfluit, hobo, klarinet, 3 saxofoons, piano, viool, altviool, cello, contrabas, slagwerk)
  6. Bombardela, voor 12 muzikanten (dwarsfluit, bombardela, 4 saxofoons, piano, viool, altviool, cello, contrabas, slagwerk)
  7. Marchita, voor 12 muzikanten (dwarsfluit, hobo, klarinet, 2 saxofoons, basklarinet, piano, viool, altviool, cello, contrabas, slagwerk)
  8. Aqueniuda, voor 11 muzikanten (dwarsfluit, hobo, klarinet, 2 saxofoons, piano, viool, altviool, cello, contrabas, slagwerk)
- 1983-1984 Amalgamal, voor klarinet, altsaxofoon (of: baritonsaxofoon), cello en contrabas
- 1984 Umranda, voor hobo (of: dwarsfluit) en basklarinet
- 1985 Maxanon, voor 11 muzikanten (5 rieten [klarinetten/saxofoons], 4 koperblazers, cello, contrabas)
- 1985 Marchita Forz, voor 11 muzikanten (5 rieten [klarinetten/saxofoons], 4 koperblazers, cello, contrabas)
- 1985 Al dente, voor 11 muzikanten (5 rieten [klarinetten/saxofoons], 4 koperblazers, cello, contrabas)
- 1985 Dogo Tumi Falla, voor 11 muzikanten (5 rieten [klarinetten/saxofoons], 4 koperblazers, cello, contrabas) - ook in een versie voor gemengd koor
- 1985 Dopo risi bisi, voor 11 muzikanten (5 rieten [klarinetten/saxofoons], 4 koperblazers, cello, contrabas) - ook in een versie voor gemengd koor
- 1986 Erdnah, voor 12 muzikanten (5 rieten [klarinetten/saxofoons], 5 koperblazers, cello, contrabas)
- 1986 Danbordunza, voor sopranfiedel, Draailier, Viola da gamba, 4 blokfluiten (S,A,T,B), Luit, Snarentamboerijn (Tamburin de Béarn) en kleine trommel - (compositieopdracht van het kanton Luzern voor het festival "FISTULATORES LUCERNENSES")
- 1987 Provocaliente, voor 11 muzikanten (5 rieten [klarinetten/saxofoons], 4 koperblazers, cello, contrabas) (won een prijs tijdens het Internationale Festival te Karlovy Vary voor de beste gespelde compositie)
- 1987 bis (Tango), voor 11 muzikanten (5 rieten [klarinetten/saxofoons], 4 koperblazers, cello, contrabas)
- 1990 esperar, voor 1 - 11 muzikanten - Improvisaties, concepties, composities op teksten van Max Huwyler, Gerda Maria Lintner, Hans Saner, Willy Spieler, Monika Stocker en Manfred Züfle
  1. Kaum- und dennoch, voor trombone
  2. Sala de espera, voor 11 muzikanten (5 rieten [klarinetten/saxofoons], 4 koperblazers, cello, contrabas) en Alpenhoorn
  3. Hoffnung, voor hobo, trombone en cello
  4. da sein, voor klarinet en trombone
  5. widerstehen, voor 11 muzikanten (5 rieten [klarinetten/saxofoons], 4 koperblazers, cello, contrabas), orgel en Musette
  6. Zeit, voor 11 muzikanten (5 rieten [klarinetten/saxofoons], 4 koperblazers, cello, contrabas)
  7. Illusion, voor 11 muzikanten (5 rieten [klarinetten/saxofoons], 4 koperblazers, cello, contrabas) en orgel ("regenmachine")
  8. Dreifaltigkeit, voor 11 muzikanten (5 rieten [klarinetten/saxofoons], 4 koperblazers, cello, contrabas) en orgel
  9. heute, voor hobo en trombone
  10. die andere zeit, voor 2 trompetten
  11. ungelebt, voor trompet, cello en contrabas
  12. hOFFEN, voor 11 muzikanten (5 rieten [klarinetten/saxofoons], 4 koperblazers, cello, contrabas) en orgel
- 1990 Two Elfen, voor 11 muzikanten (5 rieten [klarinetten/saxofoons], 4 koperblazers, cello, contrabas)
- 1990 Siete, voor 11 muzikanten (5 rieten [klarinetten/saxofoons], 4 koperblazers, cello, contrabas)
- 1990 arco melo, voor 11 muzikanten (5 rieten [klarinetten/saxofoons], 4 koperblazers, cello, contrabas) en 4 Alpenhoorns
- 1990 arco suono, voor 11 muzikanten (5 rieten [klarinetten/saxofoons], 4 koperblazers, cello, contrabas) en 4 Alpenhoorns
- 1990 Blues II, voor 11 muzikanten (5 rieten [klarinetten/saxofoons], 4 koperblazers, cello, contrabas)
- 1990 Bluss, voor 11 muzikanten (5 rieten [klarinetten/saxofoons], 4 koperblazers, cello, contrabas)
- 1990 Faust-Is, voor 11 muzikanten (5 rieten [klarinetten/saxofoons], 4 koperblazers, cello, contrabas)
- 1990 Ida Logo, voor 11 muzikanten (5 rieten [klarinetten/saxofoons], 4 koperblazers, cello, contrabas)
- 1991 Fir yich viër, voor flügelhorn, Büchel en 2 alpenhoorns
- 1991 Bis is Thal, voor 11 muzikanten (5 rieten [klarinetten/saxofoons], 4 koperblazers, cello, contrabas) en 4 Alpenhoorns
- 1991 Chüehreiheli, voor 11 muzikanten (5 rieten [klarinetten/saxofoons], 4 koperblazers, cello, contrabas) en 4 Alpenhoorns
- 1992 respiro (Gletschergarten Luzern), ruimtemuziek voor 11 muzikanten (5 rieten [klarinetten/saxofoons], 4 koperblazers, cello, contrabas) en 4 Alpenhoorns
- 1992 5 Miniaturen, voor 11 muzikanten (5 rieten [klarinetten/saxofoons], 4 koperblazers, cello, contrabas)
  1. MiniArtett
  2. Sags with Saxes
  3. Pum tschi gong dü
  4. Walds
  5. Nova Bluss
- 1993 5-stimmige Melodie, voor 11 muzikanten (5 rieten [klarinetten/saxofoons], 4 koperblazers, cello, contrabas)
- 1993 Telelelefon, voor 11 muzikanten (5 rieten [klarinetten/saxofoons], 4 koperblazers, cello, contrabas)
- 1994 Friedensfanfaren für Mézières, voor 2 tot 11 muzikanten
  1. Fanfare für AIDA, voor 11 muzikanten (5 rieten [klarinetten/saxofoons], 4 koperblazers, cello, contrabas)
  2. Diese Zeit, voor 2 trompetten
  3. Marsch (für Mézières), voor 11 muzikanten (5 rieten [klarinetten/saxofoons], 4 koperblazers, cello, contrabas)
- 1995 Vendaval, voor 3 saxofoons, trompet, trombone en tuba
- 1995 The Awakening of ATMAN, voor 11 muzikanten (contrabas-saxofoon solo; dwarsfluit, althobo, klarinet, altsaxofoon, trompet, flügelhorn, trombone, tuba, cello, contrabas)
- 1995-1996 dimes y diretes, voor barokviool en Kistorgel
- 1996 Wenn Flügel Seele streifen, voor saxofoon, slagwerk en blaaskwintet (dwarsfluit, hobo, klarinet, hoorn, fagot)

### Werken voor orgel
- 1962 Passacaglia

### Werken voor Big-Band of Jazz-ensemble
- 1966-1971/1981 Evolution I, voor Big-Band (5 rieten [klarinetten/saxofoons], 4 trompetten, 4 trombones, piano, contrabas en drumset)
- 1967 Tension I - III, voor Big-Band (5 rieten [klarinetten/saxofoons], 4 trompetten, 2 trombones, piano, contrabas en drumset) ook in een versie voor Jazz-ensemble (dwarsfluit, altsaxofoon, tenorsaxofoon, baritonsaxofoon, cornet, trompet, trombone, vibrafoon, gitaar, piano, contrabas en drumset)
- 1969 K for a K (Kiss for a Kent), voor Big-Band (dwarsfluit, klarinet, altsaxofoon, tenorsaxofoon; 4 trompetten, 2 trombones, gitaar, piano, contrabas en drumset)
- 1970 Blues for Praha, voor Big-Band (5 rieten [klarinetten/saxofoons], 4 trompetten, 3 trombones, piano, contrabas en drumset)
- 1971 Beatitude, voor Big-Band (5 rieten [klarinetten/saxofoons], 5 trompetten, 4 trombones, piano, contrabas en drumset)
- 1971 CHEER'S EAR, voor Big-Band (5 rieten [klarinetten/saxofoons], 4 trompetten, 4 trombones, piano, contrabas en drumset)
- 1976 Monolog für Buschi Luginbühl, voor Big-Band (sopraansaxofoon, altsaxofoon, 2 tenorsaxofoons, baritonsaxofoon, 4 trompetten, 4 trombones, piano, contrabas en drumset) - tekst: Manfred Züfle en Heinz Stalder
- 1976 Buschicaglia, voor Big-Band (5 rieten [klarinetten/saxofoons], 4 trompetten, 4 trombones, piano, contrabas en drumset)
- 1977 Sambantinabe, voor Big-Band (5 rieten [klarinetten/saxofoons], 4 trompetten, 4 trombones, piano, contrabas en drumset)
- 1977 Sabinjana, voor Big-Band (5 rieten [klarinetten/saxofoons], 4 trompetten, 4 trombones, piano, contrabas en drumset)
- 1979 Das einsame wir (The lonely us), voor Big-Band (5 rieten [klarinetten/saxofoons], 4 trompetten, 4 trombones, piano, contrabas en drumset)
- 1979 Uccellagione stravagante, voor Big-Band (5 rieten [klarinetten/saxofoons], 4 trompetten, 4 trombones, piano, contrabas en drumset)
- 1980 Afritangoka, voor Big-Band (sopraansaxofoon, 4 altsaxofoons, dwarsfluit, 2 klarinetten, 4 trompetten, 4 trombones, piano, contrabas, drumset); ook in een versie voor 3 stemmen (of 3 blokfluiten), 2 dwarsfluiten, hobo, viool en cello
- 1980 Signet, voor Big-Band (5 rieten [klarinetten/saxofoons], 4 trompetten, 4 trombones, piano, contrabas en drumset)
- 1981 Il Girondolone, voor Draailier en Big-Band (5 saxofoons, 4 trompetten, 4 trombones, piano, gitaar, contrabas, drumset)
- 1986 om-IRR-micron, voor Big-Band (5 rieten [klarinetten/saxofoons], 4 trompetten, 4 trombones, gitaar, piano, elektronische bas, drumset)
- 1986 Ach, blas Ohr - Folcloristico, ma non troppo, voor Jazz-ensemble (5 rieten [klarinetten/saxofoons], 5 koperblazers, cello, contrabas)
- 1988 Weile, voor Jazz-ensemble (5 rieten [klarinetten/saxofoons], 5 koperblazers, cello, contrabas)
- 1988 Du, wo ta ho bu, voor Jazz-ensemble (5 rieten [klarinetten/saxofoons], 5 koperblazers, cello, contrabas)
- 1988 Flageolux magica, voor Jazz-ensemble
- 1989 Schreitend Klangfeld, voor Jazz-ensemble
- 1989 Pas de trois, voor Jazz-ensemble
- 1989 Ent - Wicklungen, voor Jazz-ensemble (5 rieten [klarinetten/saxofoons], 5 koperblazers, cello, contrabas)
- 1989 Fenster, voor Jazz-ensemble (5 rieten [klarinetten/saxofoons], 5 koperblazers, cello, contrabas)
- 1989 Canto espacioso, voor Jazz-ensemble (5 rieten [klarinetten/saxofoons], 5 koperblazers, cello, contrabas)
- 1989-1990 Modaladom, voor Jazz-ensemble (6 rieten [klarinetten/saxofoons], 4 koperblazers, cello, contrabas)
  1. Transsibirit
  2. Sonordanza
  3. Philharmonal
  4. All Eins Sein
  5. Modaladom
  6. Philigram
  7. Marchita Ardiente
  8. Dá Dëù Dî
  9. Encore
- 1995 ausser gewöhnlich, voor Jazz-ensemble (5 rieten [klarinetten/saxofoons], 4 koperblazers, cello, contrabas)
  1. ausser
  2. ausser ordentlich
  3. ausser sich
  4. ausser Sicht
  5. hors soleil
  6. hors pro Gramm
  7. hors contrôle
  8. hors Marseille
  9. hors bois
  10. drei aus
  11. aus sehen
  12. ausser halb
  13. hors la loi
  14. hors sol
  15. aus

### Werken voor slagwerk
- 1971 Antiquités, voor slagwerk en geluidsband
- 1990 aire, voor slagwerk

### Filmmuziek
- 1973 Freut Euch des Lebens
- 1986 EX VOTO
- 1990 Lauf-Bahnen
- 1990 Männer im Ring
- 1990 ODLO (dia show)
- 1991 Luzerner Zeitung
- 1992 Unter dem Boden
- 1993 Der Traum vom grossen blauen Wasser
- 1996 Sennen-Ballade
- 1997 Bauernkrieg